# Egmont Witten
Egmont Witten (* 9. Mai 1903 in Braunschweig; † 7. November 1989 in Berlin) war ein deutscher Richter.

## Leben
Witten war Sohn des Braunschweiger Landrichters und späteren Reichsgerichtsrats Ernst Witten. Er begann an der Philipps-Universität Marburg Rechtswissenschaft zu studieren und wurde am 15. Juli 1922 im Corps Teutonia zu Marburg recipiert. Als Inaktiver wechselte er an die Universität Leipzig. Er bestand 1924 das Referendarexamen und 1928 die Assessorprüfung. 1928–1931 war er Amtsrichter in Bad Schandau und Leipzig. Ab 1931 war er Landgerichtsrat am Landgericht Leipzig und am Landgericht Breslau. 1939–1945 diente er als Soldat im Heer (Wehrmacht), zuletzt als Oberleutnant d. R. 1939 heiratete er Lisbeth Delbrück. Seit 1946 Staatsanwalt in Braunschweig, wurde er in der Nachkriegszeit in Deutschland zum Oberverwaltungsgerichtsrat am Niedersächsischen Oberverwaltungsgericht (1947) und am Oberverwaltungsgericht Lüneburg (1951) ernannt. Am 23. April 1953 kam er als Bundesrichter an das Bundesverwaltungsgericht in Berlin. Er war ab 30. August 1957 Senatspräsident und wurde am 31. Mai 1971 pensioniert.

## Ehrungen
- Verdienstorden der Bundesrepublik Deutschland, Großes Verdienstkreuz (1971)